# Diedrich von der Brüggen

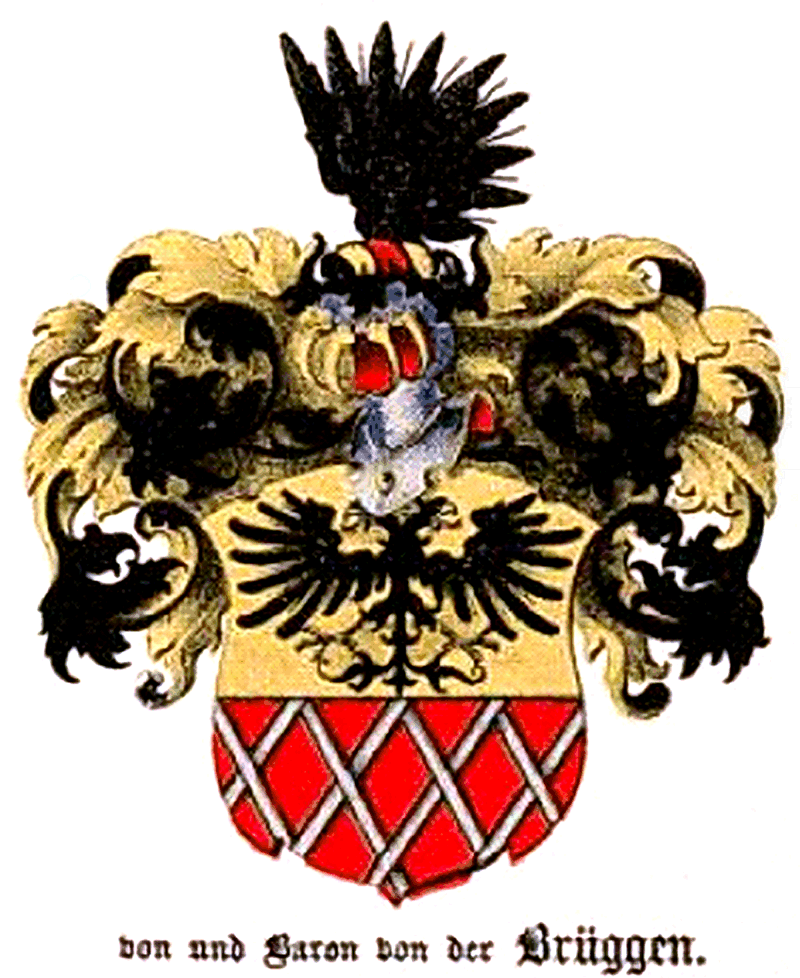
Wappen der deutsch-baltischen Adelsfamilie „von der Brüggen“

Diedrich Johann Ernst von der Brüggen (* 14. November 1771 auf Karolen, Kreis Werro; 23. Oktober 1836 ebd.) war Herr auf Karolen, Bebsberg und Koiküll. Er war kurländischer Richter, Landrat und Abgeordneter. In Anerkennung seiner Leistungen wurde er 1831 mit dem Russischen Orden der heiligen Anna und 1823 mit dem Orden des Heiligen Wladimir ausgezeichnet.

## Herkunft und Familie
Diedrich Johann stammte aus dem Adelsgeschlecht von der Brüggen, welches sich zu Beginn des 16. Jahrhunderts in Kurland angesiedelt hatte. Dort erwarb es eine große Anzahl von Gütern und Höfen und entwickelte sich zu einer einflussreichen Familie im Herzogtum Kurland und Semgallen und dem späteren Gouvernement Kurland. Sein Vater war der in russischen Diensten stehende Major, Heinrich Ernst von der Brüggen (1733–1796), Herr auf Karolen, Bebsberg und Koiküll, der mit Elisabeth Baronin von Mengden verheiratet war. Diedrich war mit Johanna Maria von Gersdorff verheiratet, ihre Nachkommen waren:
- Heinrich Ernst von der Brüggen (* 1794 in Karolen; † 1863 in Sankt Petersburg), russischer Generalleutnant ⚭ Wilhelmina Anna Briesmann von Nettig (1805–1893)
- Moritz Friedrich von der Brüggen (1796–1874), russischer Generalmajor
- Elisabeth Dorothea von der Brüggen (1797–1827) ⚭ Hans Gustav von Anrep (1800–1868)
- Friedrich Wilhelm Ewald von der Brüggen (1799–1828) im Russisch-Türkischen Krieg an der Pest
- Carl Johann Gustav von der Brüggen (1800–1828), gefallen im Russisch-Türkischen Krieg
- Wilhelm Friedrich Johann von der Brüggen (* 1808), russischer Leutnant der Kavallerie
- Otto Richard Leberecht von der Brüggen (1809–1828), russischer Leutnant
- Johann Conrad Gustav von der Brüggen (1811–1869), russischer Leutnant